# مصرف الشامل
مصرف الشامل كان مصرف إسلامي مقره البحرين، خضع للرقابة والتنظيم من قبل مصرف البحرين المركزي وامتلك تراخيص مصرفية تجارية واستثمارية، وقد توسع المصرف ونما باطراد ليصبح واحداً من المؤسسات المالية الإسلامية الرائدة في مملكة البحرين. في عام 2006 استحوذ بنك الإثمار على حصة 60% من المصرف، ثم استحوذ على النسبة المتبقية في العام التالي، وفي عام 2010 اكتملت عملية دمج مصرف الشامل مع بنك الإثمار.
قدم مصرف الشامل تشكيلة متنوعة من المنتجات والخدمات للأفراد والمؤسسات. وزاول المصرف أنشطته بشكل يتوافق مع فهم إدارة المصرف لأحكام ومبادئ الشريعة الإسلامية. وقام بتشغيل شبكة من الفروع المحلية وتواجد في أسواق خارجية من خلال شراكاته التابعة والزميلة والشقيقة.

## وصلات خارجية
- الموقع الرسمي